# Olszyny Rumockie
Olszyny Rumockie este o arie protejată (sit de importanță comunitară — SCI) din Polonia întinsă pe o suprafață de 148,82 ha, integral pe uscat.

## Localizare
Centrul sitului Olszyny Rumockie este situat la coordonatele 53°04′08″N 20°13′54″E / 53.069°N 20.2316°E.

## Înființare
Situl Olszyny Rumockie a fost declarat sit de importanță comunitară în aprilie 2004 pentru a proteja 5 specii de animale.

## Biodiversitate
Situată în ecoregiunea continentală, aria protejată conține 2 habitate naturale: Fânețe de joasă altitudine (Alopecurus pratensis, Sanguisorba officinalis), Păduri aluvionare cu Alnus glutinosa și Fraxinus excelsior (Alno-Padion, Alnion incanae, Salicion albae).
La baza desemnării sitului se află mai multe specii protejate:
- mamifere (2): castor (Castor fiber), vidră de râu (Lutra lutra)
- nevertebrate (2): Ophiogomphus cecilia, Vertigo angustior
- pești (1): zvârluga (Cobitis taenia)